# 声にならないよ
声にならないよ（こえにならないよ）は、日本の2人組バンドである。大阪府出身。「あなたの声にならない思いを歌に」をコンセプトに2020年より活動を開始。所属レーベルは無所属。略称は「声なら」。

## 来歴
2020年
4月、結成。4月18日より活動開始。9月、MASH A&R主催の「MASH HUNT vol.03」にてベストアーティスト受賞。10月、1st ep『いつかの話』を発売。タワーレコード梅田NU茶屋町店 Eggs choice CD2020年10月度売上月間1位を獲得。
2021年
7月、新曲『sumire』を配信リリース。クラウドファンディングによりファンと共に作り上げたMVも公開。

## メンバー

### 在籍中のメンバー
- 若宮 めめ（わかみや めめ）
ボーカル&ギター担当。
誕生日は3月20日。
猫を飼っている。猫の名前は「なずな」。
好きな漫画はファイアパンチ
好きなアーティストはSEKAI NO OWARI 、宇多田ヒカル、mol-74
音を紡ぐで和太鼓を担当。
- HiRo（ひろ）
キーボード&コーラス担当。
誕生日は12月30日。
好きな食べ物はお寿司。
好きなアーティストはGLAY、パスピエ、ずっと真夜中でいいのに。、ネクライトーキー、米津玄師、斉藤和義。

### サポートメンバー
- おーしゃん（おーしゃん）
本名は金城翠(きんじょうみどり)
ギター&コーラス担当。
誕生日は10月22日。
Romansquallのメンバー。
身長は174cm。
体重は590kg。
出身は長崎県。育ちはインドネシア。
星座はてんびん座。
好きなアーティストはゆず、soratobiwo、STU48。
好きな食べ物はえんがわ、餃子、ファミマの明太ビーフン。
空手の主席指導員の資格を持っている。
濡れたゴールデンレトリバーの様な見た目をしている。
靴を脱ぐ時に左足からしか脱がない、絶対に
カワウソとベトナム人が好き。
全国各地で見かける、あくまでも見かけるのみ
実家が取り壊される（2024初旬）
猫を2匹飼っている（名前はねことインドネシア）
平熱が36.8℃ いじるとめちゃくちゃキレる
ボロボロの黒い軽自動車に乗っている
お好み焼きだけアレルギー反応が出る
爆乳 箕面サイファーの一員(MINO SKYWALKER)
自転車にはまだ慣れない。
元シールズ。
十八番はアスノヨゾラ哨戒班（Hyper flip Mix）
キャプテンファルコンの必殺技ファルコンパンチに酷似している。
2022シーズンのプロ野球で盗塁王。
- たかだしおり（たかだしおり）
ベース&コーラス担当。
誕生日は3月2日。
血液型はB型。
星座は魚座。
嫌いな食べ物はトマト。ミッフィーが好き。
- Tetsuya（Tetsuya）           
ドラム&コーラス担当。
誕生日は5月17日。
Limoniumのメンバー。
血液型はO型
星座はおうし座
好きなアーティストはSEKAI NO OWARI、six lounge、ELLEGARDEN。
好きな食べ物はワ二。

### 旧サポートメンバー
- kozue（こずえ）
ドラム&コーラス担当。
誕生日は11月30日。

## ディスコグラフィ

### シングル

#### 配信限定シングル
| 発売日         | タイトル                     | 規格                   | 初収録CD                   |
| -------------- | ---------------------------- | ---------------------- | -------------------------- |
| 2020年4月19日  | soundless                    | デジタル・ダウンロード | いつかの話                 |
| 2020年12月26日 | とめどない                   | デジタル・ダウンロード | 行方                       |
| 2021年2月10日  | あの日のふたり               | デジタル・ダウンロード | 行方                       |
| 2021年7月21日  | sumire                       | デジタル・ダウンロード | あなたのそのままを愛させて |
| 2021年9月1日   | いらない                     | デジタル・ダウンロード | あなたのそのままを愛させて |
| 2021年12月22日 | 眠れない夜に君の前で         | デジタル・ダウンロード | あなたのそのままを愛させて |
| 2022年4月20日  | どうせ終わってしまう恋ならば | デジタル・ダウンロード | あなたのそのままを愛させて |
| 2022年7月20日  | 君なんかいらない             | デジタル・ダウンロード | あなたのそのままを愛させて |
| 2022年10月12日 | 幸せになってね。             | デジタル・ダウンロード | 幾度も愛を染められて       |
| 2022年12月21日 | 生きる理由になったから       | デジタル・ダウンロード | 幾度も愛を染められて       |
| 2023年4月5日   | おそろい                     | デジタル・ダウンロード | 幾度も愛を染められて       |
| 2023年6月7日   | インターネットの海を越えて   | デジタル・ダウンロード | 幾度も愛を染められて       |
| 2023年8月16日  | 白い花                       | デジタル・ダウンロード | 幾度も愛を染められて       |
| 2023年12月6日  | 愛さないで、私以外を         | デジタル・ダウンロード | 寄り添う音楽、心の調律     |
| 2024年1月24日  | はじめては全部君がいい       | デジタル・ダウンロード | 寄り添う音楽、心の調律     |

### アルバム

#### ミニ・アルバム
|     | 発売日        | タイトル                   | 規格 | 収録曲 |
| --- | ------------- | -------------------------- | ---- | --- |
| 1st | 2022年8月17日 | あなたのそのままを愛させて | CD   | 1. もしも心が泣くのなら 2. 眠れない夜に君の前で 3. sumire 4. いらない 5. どうせ終わってしまう恋ならば 6. 君なんかいらない 7. この世が生きづらいあなたへ                 |
| 2nd | 2023年9月6日  | 幾度も愛を染められて       | CD   | 1. Lycoris (feat.ひとみ from あたらよ) 2. 染愛 3. インターネットの海を越えて 4. 白い花 5. 生きる理由になったから 6. おそろい 7. 声 (rearrange ver.) 8. 幸せになってね。 |

#### EP
|     | 発売日        | タイトル               | 規格 | 収録曲                                                                         |
| --- | ------------- | ---------------------- | ---- | ------------------------------------------------------------------------------ |
| 1st | 2021年8月8日  | いつかの話             | CD   | 1. soundless 2. きみのうた 3. 言葉の棘 4. いつかの話                           |
| 2nd | 2021年4月25日 | 行方                   | CD   | 1. あの日のふたり 2. ふたりだけの 3. 声 4. とめどない                          |
| 3rd | 2024年2月21日 | 寄り添う音楽、心の調律 | CD   | 1. 死にたい夜のBGM 2. はじめては全部君がいい 3. 特別。 4. 愛さないで、私以外を |

## ライブ

### 企画
『眠れない夜に君の前で』
| タイトル           | 日程           | 会場                     | 出演者                                                                    |
| ------------------ | -------------- | ------------------------ | ------------------------------------------------------------------------- |
| バンド編           | 2021年12月22日 | 心斎橋CLAPPER            | レベル27 SHIROI ATELIER. ハク。(O.A)                                      |
| アコースティック編 | 2022年1月9日   | エレバティ(awaiya books) | 小倉海(ザ・ハウル) RYOSUKE（SHIROI ATELIER.） コクイセイタロー(Rainscope) |
| 東京編             | 2022年2月18日  | 下北沢MOSAiC             | sweet rain レベル27 …and more                                             |

### 配信
- YouTube配信ライブ（2020年9月19日）
- ツイキャス配信ライブ（2021年1月25日）
- 配信ミニライブ（2020年9月19日）
- ツイキャス配信ライブ（2021年3月4日）
- 弾き語り 配信ライブ（2021年4月3日）
- 弾き語り 配信ライブ（2021年5月27日）
- 弾き語り 配信ライブ（2021年6月26日）
- 弾き語り 配信ライブ（2021年7月18日）
- 弾き語り 配信ライブ（2021年9月4日）
- Acoustic 配信ライブ（2021年9月23日）
- Acoustic 配信ライブ（2021年11月3日）
- 弾き語り 配信ライブ（2022年4月11日）
- アコースティック 配信ライブ「寂しい夜にお供します（2022年5月15日）
- アコースティック配信ライブ（2022年6月11日）
- アコースティック配信ライブ「眠れない夜にメロディを」（2022年7月9日）
- 配信アコースティックライブ（2022年8月21日）

### WEB
公式サイト
- 声にならないよ｜Official Site

Eggs
- 声にならないよ - Eggs

### SNS
Twitter
- 声にならないよ (@koeninaranaiyo) - X（旧Twitter）
- 若宮めめ (@meme_koenara) - X（旧Twitter）
- HiRo (@hiro_koenara) - X（旧Twitter）

Instagram
- 若宮めめ (@meme_koenara) - Instagram
- HiRo (@hiro.koeninaranaiyo) - Instagram

YouTube
- 声にならないよ - YouTubeチャンネル

HiRo - YouTubeチャンネル
TikTok
- 若宮めめ (@wakamiya_) - TikTok
- HiRo (@hiro_pianist) - TikTok